# Nico De Braeckeleer
Nico De Braeckeleer (Dendermonde, 8 april 1974) is een Belgische scenarist en auteur. Hij begon als scenarist voor F.C. De Kampioenen (Eén) en voor Alexander (Ketnet). Hij bedacht daarnaast het concept voor de televisiereeks Zeppe & Zikki (VTM) en schreef er vijf afleveringen voor. Daarnaast verschenen er regelmatig kortverhalen, romans voor volwassenen, jeugdboeken, strips en kinderboeken van zijn hand. Zijn bekendste jeugdboekenreeksen zijn:
- "Adem" en Bron" (sf young adultseries);
- "BOE!Kids" en "AstroKidz" (een fantasy en sf AVI-reeks);
- "Het Kattenmeisje" (een reeks over een meisje dat zichzelf in een kat kan veranderen (vanaf 8 jaar);
- "Manon op de manege" (voor paardenliefhebbers vanaf 8 jaar);
- de voetbalreeks "Soccer City" (voor lezers vanaf 8 jaar);
- de griezelreeks "Middernacht".

De Braeckeleer schreef ook de scenario's voor de strips van "De Sportsbende", "GameKeepers", "Milo" en enkele van "Nachtwacht"; hij schrijft ook tv- en filmscripts, waaronder in 2013-2014 dialogen voor de VTM-soap "Familie".
De Braeckeleer is daarnaast werkzaam bij Studio 100, waar hij boekjes schrijft en meedenkt met onderwerpen zoals:
- Piet Piraat
- Mega Mindy
- Het Huis Anubis en de Vijf van het Magische Zwaard
- Rox
- GameKeepers
- Samson en Marie
- Nachtwacht

Hij schrijft vooral scenario's voor onder andere:
- Hallo K3!
- Jabaloe
- Rox
- Plop
- Dobus
- Prinsessia
- Flin & Flo
- Lolly Lolbroek
- K3 Roller Disco
- Samson & Gert
- Nachtwacht
- Kosmoo
- Gamekeepers
- Waiko!

Samen met Gert Verhulst schreef hij  het scenario voor de K3-films K3 Bengeltjes (2012), K3 Dierenhotel (2014), K3 Love Cruise (2017) en Dans van de farao (2021). Ook schreef hij mee als co-scenarist aan de Nachtwachtfilms "Het Duistere Hart" (2019) en "De dag van de Bloedmaan" (2021).

### Romans
- Nachtblauw (bovennatuurlijke thriller. Kramat, 2008)
- Het Enigma van 8 (bovennatuurlijke thriller. Kramat, 2010)
- Echo (Mysterieuze thriller, Phoenix Books, 2025)

#### Romans voor VTM-serie "Familie"
- Gevangen (Baeckens, 2021)
- Dwaalspoor (Baeckens, 2021)
- Mijn leven (Pelckmans, 2022)
- Weerwraak (Pelckmans, 2022)

#### Roman voor VRT-serie "Onder Vuur"
- Vuurproef (Lannoo, 2022)

### Boeken voor Studio 100

#### Het Huis Anubis en de Vijf van het Magische Zwaard
- Deel 2: Het Duistere ritueel (2010)
- Deel 3: De strijd om het zwaard (2011)

#### Mega Mindy
- Mega Mindy en het zwarte kristal (het verhaal van de film, 2010)
- Kermis in het dorp - 2 verhalen uit de tv-serie (2011)
- De piratenschat - 2 verhalen uit de tv-serie (2011)

#### Piet Piraat
- Stoere piratenverhalen - Het monster van Log Nest (2009)
- Stoere piratenverhalen - Pas op, piraatindianen! (2010)
- De Mysterieuze mummie - 10 griezelverhalen (2010)
- Wonderwaterwereld (2011)
- Wonderwaterwereld 2 (2013)
- De leukste op zee - Wie heb ik aan de lijn? (2011)
- De leukste op zee 2 - Schip ahaai! (2012)

#### K3
- Magneetboekje van de film "K3 Love Cruise" (2018)

#### Samson & Marie
- Prentenboekje "Aan zee" (2021)
- Prentenboekje "De speeltuintocht" (2022)
- Toneellezen boekje 1 (2021)

#### Nachtwacht
- Prentenboek 'Held van het verhaal' (2021)
- Het vervloekte perkament (het verhaal van de show, 2021)
- Dag van de Bloedmaan (het verhaal van de film, 2022)

#### GameKeepers
1. Ready, set, play & Level Rex
2. Space Tower & Riddle Ruïns

### Young Adult

#### Dodenwereld(met Lotte Troonbeeckx en Tom Vermeyen)
- Dodenwereld 1 'Necropolis' (Horror / zombies, Kramat, 2016)
- Dodenwereld 2 'Necrofobie' (Horror / zombies, Kramat, 2016)
- Dodenwereld 3 'Necrotopia' (Horror / zombies, Kramat, 2017)

#### Adem
- Adem 1 'Tsunami' (dystopische sf, Baeckens, 2018) - eerste plaats KJV 2020!
- Adem 2 'IJs' (dystopische sf, Baeckens, 2018)
- Adem 3 'Vuurstorm' (dystopische sf, Baeckens, 2019)
- Adem 4 'Oase' (dystopische sf, Baeckens, 2019)

#### Bron
- Bron 1 'Ziel' (sf thriller, Baeckens, 2020)
- Bron 2 'Hart' (sf thriller, Baeckens, 2021)

### Jeugdboeken - reeksen

#### Toby Flemming, Junior Monsterjager
1. Skelettendans (griezel, 10+, Abimo, 2006)
2. Bloedmaan (griezel, 10+, Abimo, 2006)
3. Insectopia, in 'Monsteromnibus' samen met 'Skelettendans' en 'Bloedmaan' (griezel, 10+, Abimo, 2009)

#### Hartsvriendinnen
1. Dansvriendinnen
2. Een hart voor dieren
3. Mijn eerste kus
4. De Ponyparty
5. I Love Music
6. Filmdate

#### Manon op de manege(met tekeningen van Frieda Van Raevels)
1. De paardenprinses (8+, Baeckens, 2016)
2. Het ponytoernooi (8+, Baeckens, 2017)
3. De Babypony (8+, Baeckens, 2017)
4. Het Ponyparadijs (8+, Baeckens, 2017)
5. De Ponyshow (8+, Baeckens, 2018)
6. Ponyliefde (8+, Baeckens, 2019)
7. Dagboek Manon (samen met Lina De Braeckeleer, Baeckens, 2019)

#### Het Kattenmeisje(met tekeningen van Frieda Van Raevels)
1. Groene klauwen (8+, Baeckens, 2020)
2. De babypoesjes (8+, Baeckens, 2020)
3. Een schat van een kat (8+, Baeckens, 2022)

#### Voetbal
- Voetbal Academie Blue Star (10+, Kramat, 2018)

#### Soccer City(met tekeningen van Michael Vincent)
1. Voetbalvrienden (8+, Baeckens, 2020)
2. Spooktransfer (8+, Baeckens, 2021)
3. WK-koorts (8+, Baeckens, 2022)

#### Vampier-reeks
- VampierVirus (griezel, 10+, Kramat, 2011)
- Vampierwolf (griezel, 10+, met tekeningen van Stedho, Kramat, 2013)
- Vampier Eiland (griezel, 10+, Kramat, 2014)
- Vampier Game (griezel, 10+, met tekeningen van Sylvia Tops, Kramat, 2017)
- Vampier app (griezel, 10+, 2020)

#### Don Kameleon(samen met Bavo Dhooge - met tekeningen van Stedho)
1. De toverdrank van Professor Croque (avontuur / humor, 8+, Abimo, 2010)
2. De geheime tempel (avontuur / humor, 8+, Abimo, 2010)
3. De schat van Animala (avontuur / humor, 8+, Abimo, 2011)
4. De Verschrikkelijke sneeuwpad (avontuur / humor, 8+, Abimo, 2011)
5. De tijdspoort (avontuur, humor, 8+, Abimo, 2013)

#### De Tweeling Mysteries(onder het pseudoniem Nicholas Walker)
1. Waterschimmen (griezel, 12+, Van Halewyck, 2016)
2. Schemerslaap (griezel, 12+, Van Halewyck, 2017)

#### Middernacht
1. Schaduwhotel (griezel, 10+, Pelckmans, 2023)
2. Duivelsschool (griezel, 10+, Pelckmans, 2023)

### Andere jeugdboeken

#### Griezel
- Monstergame (Game over) (10+, Abimo / Standaard Uitgeverij, 2008 (2003))
- De Halloweenbaby (10+, Abimo, 2007)
- HorrorVille (10+, Abimo, 2007)
- Duivelsduister (10+, Abimo, 2007)
- Halloween Horror (10+, Pelckmans, 2025)

#### Science Fiction
- Doodstil (12+, Kramat, 2009)

#### Fantasy
- De Ring van Jupiter (10+, met tekeningen van Peggy Van den Eynde, Abimo, 2002) - Debuut van De Braeckeleer
- Nacht op Terra (10+, Abimo, 2006)

#### Avontuur
- Dierenhotel Kattenbel (7+, met tekeningen van Marjolein Hund, Kramat, 2012)

### AVI-reeksen

#### BOE!kids (2013-2019) - 31 boekjes, met tekeningen van Frieda van Raevels
- Groeiboek, ik lees 10 minuten met de BOE!kids (van start t/m M4)
- De mop van Boe (start)
- Nes en het vuur (start)
- De bol van Pas (start)
- Wolf en de mot (start)
- Mie en Mol in de boom (start)
- Het pak van Pier (start)
- De bal van Boe (M3)
- Nes is vies (M3)
- Pas en de pop (M3)
- Mol wil niet in bad (E3)
- Wolf heeft jeuk (E3)
- De tand van Pier (E3)
- Nes prinses (M4)
- Boe en de wiffers (M4)
- De proef van Pas (M4)
- Pier en de Drakenboot (E4)
- Wolf maakt Boe weg (E4)
- Mie en het Ting (E4)
- Mie ninja (M5)
- Vampierkracht (M5)
- Drakeneiland (M5 dun)
- De tijdsring (E5)
- Drakentranen (E5)
- Spookvoetballer (E5 dun)
- De droomdemon (M6)
- Wolvendoolhof (M6)
- Vampierparty (M6 dun)
- Spookdorp (E6)
- Het Atlantica Mysterie (E6)
- De geest van de mummie (E6 dun)

#### AstroKidz (2020-...) - 2 boekjes (met tekeningen van Frieda van Raevels)
- Min in zee (start) - samen met Annelies Nys
- Waar is Zum? (start) - samen met Annelies Nys
- Bink op de maan (M3)
- De droom van Tek (E3)
- Astro Storm (E5)

### Strips

#### S.P.O.RT.S.-bende (getekend door Filip Heyninck)
1. Game, set, goud (avontuur / sport, Baeckens, 2018)
2. Buitenaards spel (avontuur / sport, Baeckens, 2018)
3. Ninja Dance battle (avontuur / sport, Baeckens, 2019)

#### GameKeepers (getekend door Charel Cambré en Pedro J. Colombo)
1. Superhelden strijd (sf / gaming / avontuur, Standaard Uitgeverij, 2022)
2. UFO invasie (sf / gaming / avontuur, Standaard Uitgeverij, 2022)
3. De vloek van Atlantis (sf / gaming / avontuur, Standaard Uitgeverij, 2023)
4. Missie Monstereiland (sf / gaming / avontuur, Standaard Uitgeverij, 2023)
5. Killer Bots (sf / gaming / avontuur, Standaard Uitgeverij, 2023)

#### Nachtwacht(getekend door Steve Van Bael, Patrick van Oppen en Louis Clement)
- 14. De Nachtmerriemonsters (fantasy / griezel / avontuur, Standaard Uitgeverij, 2023)
- 15. Weerwolven versus vampiers (fantasy / griezel / avontuur, Standaard Uitgeverij, 2023)
- 16. De Bloedheks (fantasy / griezel / avontuur, Standaard Uitgeverij, 2024)
- 17. De Spookridder (fantasy / griezel / avontuur, Standaard Uitgeverij, 2024)
- 18. Dodelijke Voorspellingen (fantasy / griezel / avontuur, Standaard Uitgeverij, 2024)
- 19. De Dobbelsteen van Satan (fantasy / griezel / avontuur, Standaard Uitgeverij, 2025)
- 20. IN VOORBEREIDING

#### Milo
- 1. Droomclip (soap / humor / dansen / muziek, Standaard Uitgeverij, 2024)
- 2. SOS Kosmos (soap / humor / dansen / muziek, Standaard Uitgeverij, 2024)
- 3. Starstruck (soap / humor / dansen / muziek, Standaard Uitgeverij, 2024)
- 4. In het Huwelijksbootje  (soap / humor / dansen / muziek, Standaard Uitgeverij, 2025)
- 5. Puppy Love (soap / humor / dansen / muziek, Standaard Uitgeverij, 2025)

### Prentenboeken
- Kriebeltje wil spelen (met tekeningen van Rosemarie De Vos, 3+, Abimo, 2007)
- Prinses en de beer (met tekeningen van Sonia Trouvé, 5+, Kramat, 2010)
- De Cool Cool Club (samen met Walter Baele, met tekeningen van Marc-Aurèle Versini, 7+, Abimo, 2012)

### Jeugdboeken non-fictie

#### Survivalgidsen
- De DCD Survivalgids (samen met Paul Calmeyn, Abimo, 2010)
- De Gehoorstoornis Survivalgids (samen met prof. Dr. E. De Leenheer, Abimo, 2010)
- De Dyscalculie Survivalgids (samen met Annemie De Bondt, Abimo, 2011)
- De Allergie Survivalgids (samen met prof. Dr. P. Gevaert, Abimo, 2011)

#### MediaWIJS!?
- MediaWIJS, jong en bewust op internet (2011)

### Vlaamse Filmpjes
- Het blauw van Ayla (bovennatuurlijk, Averbode, 2009)

### Kortverhalen voor volwassenen
Horror- en sciencefiction kortverhalen verschenen in:
- Duistere Parels ('Indigo', Suspense Publishing, 2006)
- Horrorarium ('De eeuwige slaap', Suspense Publishing, 2006)
- Kleurenblind (de novelle 'Helrood', Kramat, 2009)
- Time Out ('Extase', Kramat, 2009)
- Horizon ('Eindeloze konkels, Macc, 2012)

### Kortverhalen voor de jeugd
Griezelige kortverhalen verschenen in:
- Het Grote Bibberboek ('De boomgeest', Abimo, 2006)
- Het Buitengewoon Beangstigend Bloedstollend Bibberboek ('Spiegelpaleis, Abimo, 2008)
- Het Junior Monsterboek 1 ('Monsterstrip', Kramat, 2012)
- Het Junior Monsterboek 2 ('De Halloweenvampier', Kramat, 2013)
- Het Junior Monsterboek 3 ('Spookhotel', samen met Joren De Braeckeleer, Kramat, 2014)
- Het Junior Monsterboek 4 ('Uit het graf', Kramat, 2015)
- Het Junior Monsterboek 5 ('Verdwijn', Kramat, 2016)
- Het Junior Monsterboek 6 ('Trein naar de hel', Kramat, 2017)
- Het Junior Monsterboek 7 ('De Halloweenclown, samen met Liese en Lina De Braeckeleer, Kramat, 2018)
- Het Junior Monsterboek 8 ('Zombiekat', Kramat, 2019)
- De Boekenjagers ('Prooi', griezel 8+)
- Het Supercoole, Supergrappige Superheldenboek ('Planeet S', superhelden, humor, Phoenix Books, 2023)